# ياكوب هرستكا
ياكوب هرستكا (بالتشيكية: Jakub Hrstka)‏ مواليد 17 مارس 1990 في التشيك، هو لاعب كرة يد تشيكي يلعب كجناح أيسر. يلعب حاليا مع نادي تاتران بريشوف لكرة اليد ويحمل الرقم 6. مثل منتخب التشيك لكرة اليد.

## سجل المنافسة
شارك في البطولات التالية:
- بطولة العالم لكرة اليد للرجال 2015
- بطولة أوروبا لكرة اليد للرجال 2014

## روابط خارجية
- ياكوب هرستكا على موقع الاتحاد الأوروبي لكرة اليد (الإنجليزية)